# Ruig elfenbankje
Het ruig elfenbankje (Trametes hirsuta) is een buisjeszwam die als saprofiet leeft op vooral dood loofhout. De paddenstoel komt algemeen voor en heeft een behaarde bovenzijde.

## Kenmerken

### Uiterlijke kenmerken
Vruchtlichamen zijn eenjarig en 1,5 tot 10 cm breed, 1,5 tot 6 cm lang en tot 2 cm dik en staan als dakpannen boven elkaar. De hoeden zijn leerachtig, plat of tamelijk dik, het bovenoppervlak is bedekt met harde beharing, grijs, met concentrische zones, vaak gescheiden door groeven; de rand van de hoed is vaak geelachtig bruin, behaard. Vaak groeien en algen op wat een groene kleur veroorzaakt. De hymenofoor is buisvormig, witachtig, beigebruin of grijsachtig, poriën 1-4 per mm, scheidingswanden tussen de poriën eerst dik, dan dun. Het vruchtvlees is tweelaags, de bovenste laag is grijsachtig, vezelig en zacht, de onderste is witachtig, kurkachtig. De sporekleur is wit. Geur en smaak zijn onopvallend.

### Microscopische kenmerken
Het heeft een trimitisch hyfensysteem: de generatieve hyfen van het vlees zijn dunwandig, met gespen en 2,5–9 µm dik, de skelethyfen van het vlees zijn dikwandig, ongesepteerd en 3–9 µm dik en ten slotte de bindhyfen van het vlees is dikwandig en 2–4 µm dik. Cystidia zijn afwezig. Basidia zijn viersporig, knotsvormig en meten 15–22 × 5–7 µm. De sporen zijn kleurloos, cilindrisch en meten 6–9 × 2–2,5 µm.

## Ecologie
Het ruig elfenbankje is een saprobische houtbewoner die witrot veroorzaakt door lignine af te breken. De soort bewoont liggende en staande takken en boomstammen en stronken op lucht- en gronddroge, aan licht blootgestelde locaties. Hij komt voor aan de rand van loofbossen, in plantages en boomaanplantingen, in hagen en bosranden, op kaalslag, in tuinen, parken en langs wegen. 
Het belangrijkste substraat is de gewone beuk, een breed scala aan andere loofbomen wordt ook bewoond, en het komt zelden voor op naaldbomen. In Nederland is het bekend van beuk (24%) en berk (21%). Andere boomsoorten met minstens 1% van de vondsten zijn eik (14%), populier (14%), zure kers en vogelkers (11%), els (3%), esdoorn (3%), wilg (3%), lijsterbes (1%), es (1%) en grove den (1%). Opvallend is dat de aanwezigheid van de soort vaak gepaard gaat met de aanwezigheid van twee andere gaatjeszwammen: vermiljoenhoutzwam (Pycnoporus cinnabarinus) en winterhoutzwam  (Polyporus brumalis).
De vruchtlichamen zijn eenjarig en zijn het hele jaar door te vinden, sporen worden gevormd bij temperaturen tussen 0 en 15 °C, sporenvorming begint in de herfst bij voldoende lage temperaturen en duurt ongeveer 9 maanden bij vorstvrij weer. De meeste sporen worden in het voorjaar gevormd.

## Verspreiding
De verspreiding van de soort omvat Europa (met uitzondering van Griekenland, Albanië, de Balearen, Portugal, Ierland en IJsland), Azië (Zuid-Siberië, Iran, Turkije) en Noord-Amerika. 
In Nederland komt de soort zeer algemeen voor. Hij staat niet op de rode lijst en is niet bedreigd.

## Foto's

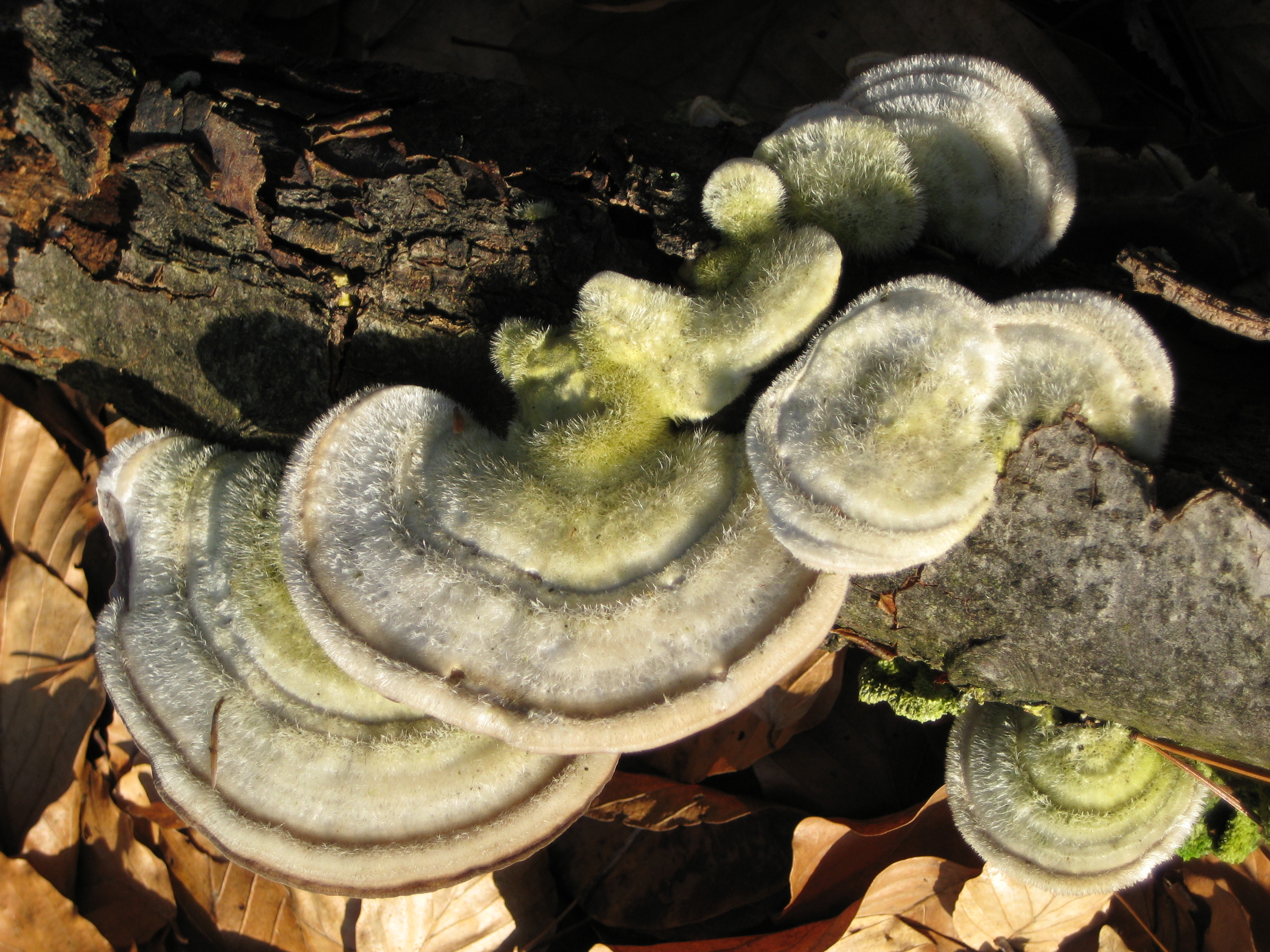
Meerdere vruchtlichamen
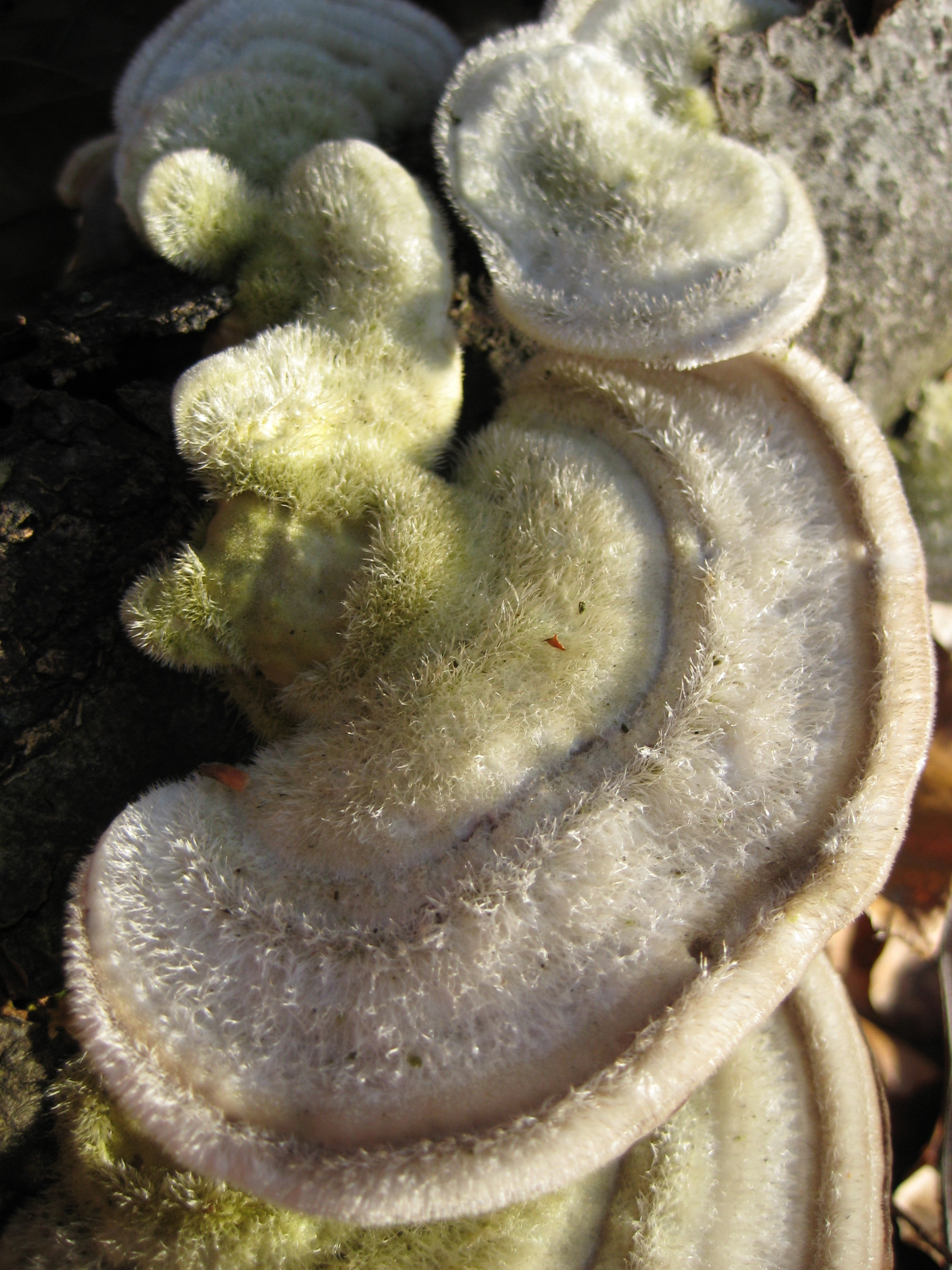
Harige bovenzijde
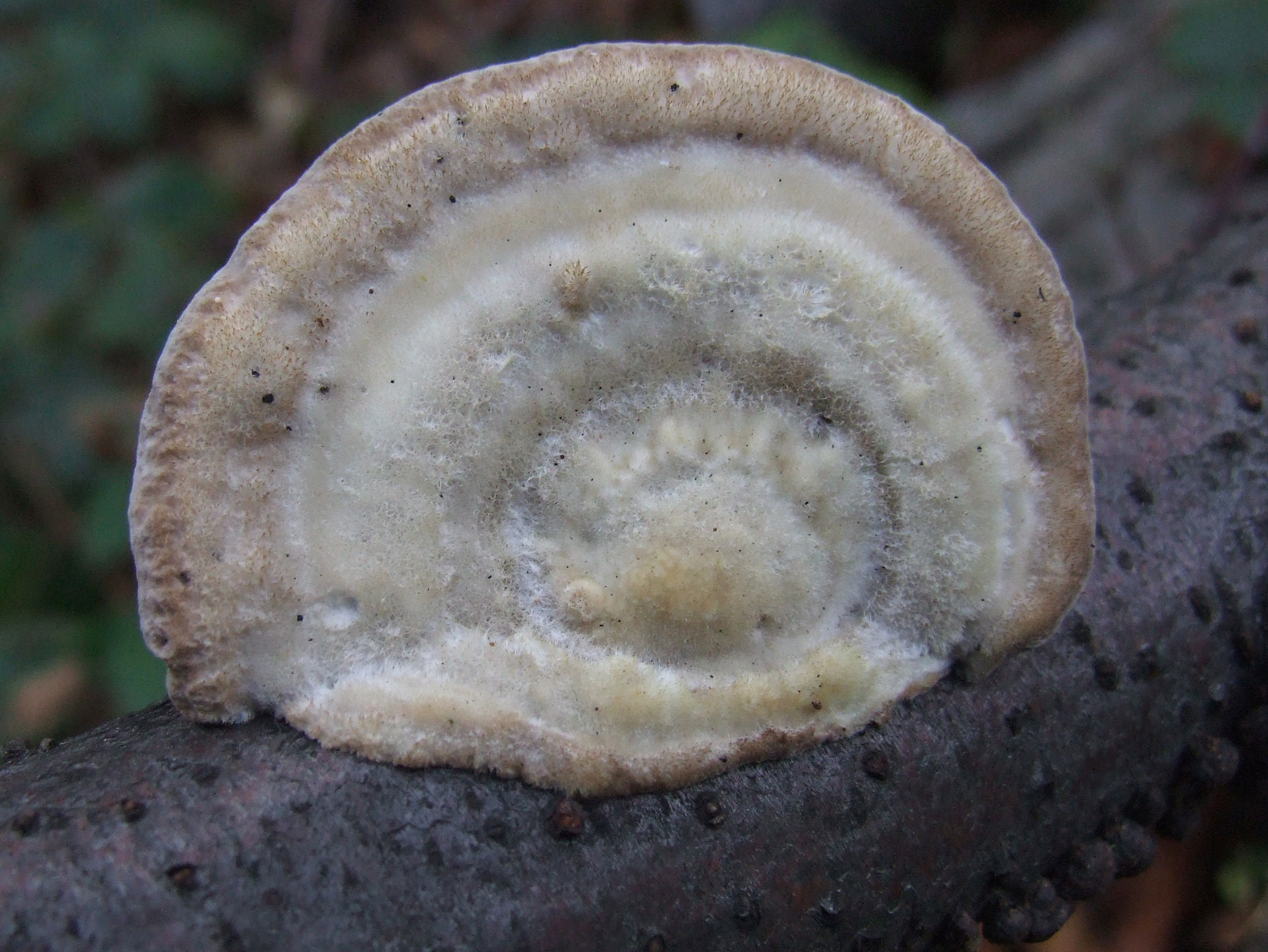
Bovenkant
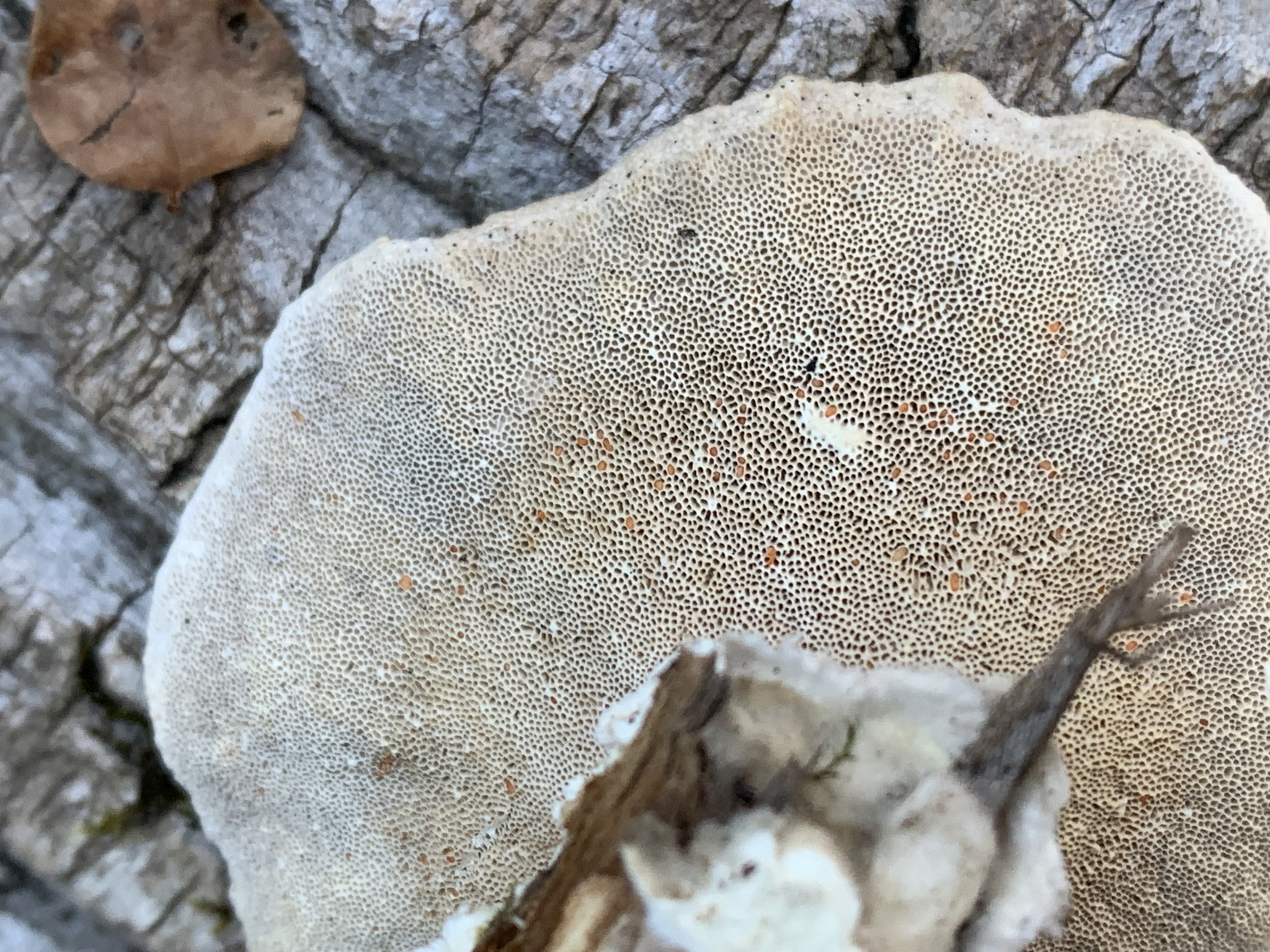
Poriën